# 内田秀五郎
内田 秀五郎（うちだ ひでごろう、1876年11月1日 - 1975年7月26日）は、日本の政治家。東京府豊多摩郡井荻村長・井荻町長、東京府議会議員（5期）、東京市会議員（4期）、第17代東京府会副議長、東京都議会議員（1期）、第3代・5代東京都議会議長を歴任した。

## 経歴
1876年11月1日、東京府東多摩郡上井草村（現・東京都杉並区）に生まれる。1907年に井荻村長に就任し1926年の町制後も引き続き町長に在任。関東大震災以降に進行が加速した東京近郊の都市化への対応に力を入れ、省線中央本線に西荻窪駅の設置を実現し新たに開通した西武鉄道にも上井草・井荻・下井草三駅を誘致。加えて町主導で大規模区画整理を手掛けて善福寺一帯を風致地区とした。また産業面でも井荻信用購買組合（現・西武信用金庫）や東京新宿青果（現・東京新宿ベジフル）を創立し、中島飛行機東京工場（現在は跡地が桃井原っぱ公園になっている）の誘致に成功した。この間1924年6月10日には東京府会議員に選ばれ、1936年 - 1937年に第17代東京府会副議長を務めた。
1932年10月1日に井荻町は東京市に吸収合併され同年11月5日に東京市会議員に就任、1943年6月30日に東京府議、東京市議共に退任した。（府議は5期、市議は4期務めた）同年9月13日の第1回東京都議会議員選挙で杉並区選挙区より立候補して初当選した。1945年10月22日に第3代都議会議長に就任し、同時に全国都道府県議会議長会会長にも就任した。1946年10月24日に議長を退任するも、後任の桑原信助の死去に伴い同年12月4日に再度都議会議長に就任（第5代）し全国都道府県議会議長会会長も再び務めた。1947年の任期満了をもって都議を退任した。1975年7月26日に死去した。

## 栄典
- 1971年 - 勲三等旭日中綬章[1]
- 没後 - 従四位[1]